# Hejőkeresztúr
Hejőkeresztúr is een plaats (község) en gemeente in het Hongaarse comitaat Borsod-Abaúj-Zemplén. Hejőkeresztúr telt 1077 inwoners (2001).